# Klimatické právo
Klimatické právo (angl. Climate Law nebo Climate Change Law) je relativně nově se formující právní odvětví, které reaguje na klimatickou změnu způsobenou antropogenní činností (někdy také jako globální oteplování). Předmětem klimatického práva jsou právními normami upravené společenské vztahy, v jejichž rámci jsou uskutečňovány cíle klimatického práva, tedy zejména snižování emisí skleníkových plynů (zmírňování klimatických změn, mitigace změny klimatu) a přizpůsobování se změně klimatu (adaptace na změnu klimatu).
Základem pro klimatické právo je vědecký konsenzus o změně klimatu, zejména souhrnné zprávy Mezivládního panelu pro změnu klimatu (IPCC), a dále také ekonomické vstupy, které ukazují, že ekonomické náklady na razantní a rapidní zmírňování změny klimatu mohou být menší, než náklady nutné v případě nečinnosti (př. Stern Review).
Klimatické právo bylo zpočátku součástí práva životního prostředí, nicméně s tím, jak se poznání a klimatická krize prohlubuje, se vyděluje klimatické právo jako samostatný právní obor, jelikož pro řešení globálního problému klimatické změny je nutno počítat s úpravou právních vztahů z řady dalších oborů práva. Jedná se o hraniční právní odvětví, které zasahuje jak do práva veřejného, tak do práva soukromého.
Prameny klimatického práva vznikají na třech úrovních: mezinárodní, regionální (zejména na úrovni Evropské unie) a národní.

## Mezinárodní klimatické právo
Hlavními prameny mezinárodního klimatického práva jsou mezinárodní smlouvy, konkrétně Rámcová úmluva OSN o změně klimatu z roku 1992 (UNFCCC) a v současnosti zejména Pařížská dohoda o změně klimatu z roku 2015. Na období před rokem 2020 se vztahoval Kjótský protokol dojednaný v roce 1997, respektive jeho dodatek z Dauhá.

## Klimatické právo Evropské unie
Evropská unie je v současnosti lídrem ve snižování emisí skleníkových plynů a má také ambiciózní klimatické cíle: snížení emisí nejméně o 55 % do roku 2030 a dosažení klimatické neutrality do roku 2050. Tyto cíle byly nejprve představeny ve sdělení Zelená dohoda pro Evropu, poté schváleny Evropskou radou a nakonec převedeny do evropského unijního práva. 
Evropská unie se aktivně podílela na vyjednávání mezinárodních smluv v oblasti klimatu a před důležitými konferencemi přispěla oznámením svých cílů: před Kodaňskou konferencí v roce 2009 oznámila cíl snížit své emise o 20 % do roku 2020, případně podmíněně 30 %, pokud by se k ambiciózním cílům zavázaly i další státy. Před konferencí v Paříži oznámila EU ambici snížit emise o 40 % do roku 2030. Evropská unie je smluvní stranou UNFCCC, Kjótského protokolu a Pařížské dohody. K zajištění provádění Pařížské dohody Evropská unie vypracovala a oznámila svoji dlouhodobou strategii nízkoemisního rozvoje, adaptační strategii a vnitrostátně stanovený příspěvek EU (EU NDC).
Právní základ pro činnost Unie v oblasti klimatu je položen ve Smlouvě o Evropské unii a ve Smlouvě o fungování o Evropské unii, kam byla Lisabonskou smlouvou včleněna nová kapitola týkající se energetiky. Evropská unie se spíše soustředí na mitigaci změny klimatu, ačkoliv má rovněž strategii pro přizpůsobení se změně klimatu.
Sekundární prameny evropského práva v oblasti klimatu vznikaly od konce minulého století. Cíl pro rok 2020 – 20 % snížení emisí skleníkových plynů - byl již proveden v rámci systému pro obchodování s emisemi (EU ETS) a mimo systém EU ETS (sdílení úsilí a LULUCF) – a byl doplněn cílem pro podíl energie z obnovitelných zdrojů (20 %) a cílem pro energetickou účinnost (20 %). Tyto oblasti byly regulovány prameny sekundárního práva (zejména nařízeními a směrnicemi). Po uzavření Pařížské dohody byl cíl snížení emisí o 40 % do roku 2030 inkorporován do sekundární legislativy – byly představeny a schváleny konkrétní návrhy právních předpisů (směrnic a nařízení), které provádějí tento cíl.
Po volbách do Evropského parlamentu v roce 2019 Evropská komise pod vedením nové předsedkyně Ursuly von der Leyen vydala sdělení Zelená dohoda pro Evropu, kde kromě jiného také avizovala navýšení evropských klimatických cílů: Zelená dohoda pro Evropu deklaruje dosažení klimatické neutrality do roku 2050 a prozatímní cíl snížení emisí do roku 2030 o 55 %. Tyto cíle byly následně zakotveny v nařízení o Evropském právním rámci pro klima a provedeny balíčky Fit for 55 I a Fit for 55 II. Tyto snahy byly ještě posíleny ruskou agresí na Ukrajině – konkrétně byl navržen vyšší cíl pro podíl obnovitelných zdrojů energie nebo energetickou účinnost. V současnosti se hovoří o tom, že Evropská unie může snížit své emise skleníkových plynů do roku 2030 až o 57 %.

## České klimatické právo
Česká republika na rozdíl od řady jiných evropských států nemá klimatický zákon. Česká republika je nicméně smluvní stranou mezinárodních úmluv v oblasti klimatu a také členem Evropské unie, proto má povinnost transponovat směrnice a adaptovat nařízení EU. České zákony v oblasti klimatu zejména transponují směrnice EU (v oblasti obchodování s povolenkami na emise skleníkových plynů, energetické účinnosti, či podpory obnovitelných zdrojů energie). Z koncepčních dokumentů se oblasti klimatu věnují Politika ochrany klimatu z roku 2017, Adaptační strategie z roku 2021 a Státní politika životního prostředí pro rok 2030 z roku 2020.
Institucionálně oblast klimatu zaštiťuje Ministerstvo životního prostředí, nicméně v některých oblastech mají kompetence i jiná ministerstva (průmysl, doprava, zemědělství). Kompetenční zákon o klimatu nehovoří.